# Імерсійний набряк легень
Імерсійний набряк легень (або набряк легень, індукований плаванням; англ. swimming induced pulmonary edema (SIPE) та immersion pulmonary edema) виникає, коли рідина з крові виходить з легеневих капілярів та потрапляє до легеневих альвеол протягом плавання чи занурення.
Імерсійний набряк легень зазвичай виникає при фізичному навантаженні у стані занурення у воду. В останні роки, коли має місце зріст популярності тріатлону та змагань з плавання у відкритих водоймах, спостерігається підвищення частоти виникнення імерсійного набряку легень. Зареєстровані випадки імерсійного набряку легень у аквалангістів, пірнальників без обладнання (фридайвінг), тріатлонистів. Причини цього стану ще не повністю зрозумілі.

## Клінічна картина
Як і з іншими формами набряку легень, головною рисою імерсійного набряку легень є кашель, з яким може відходити пінисте або забарвлене кров'ю мокротиння. Спостерігаються наступні симптоми:
- Задишка, що непропорційна фізичному навантаженню.
- Хрипи, що проявляються гуркітливим відчуттям глибоко всередині грудної клітки, що збігаються з дихальними рухами – зазвичай, вони прогресивно погіршуються з наростанням задишки та можуть спричинити панічну атаку.
- Кашель, зазвичай такий, що викликає занепокоєння, та може бути продуктивним з виділенням мокротиння рожевого забарвлення, пінистого мокротиння, або мокротиння з домішками крові (кровохаркання).[1][2][3][4][5][6]